# Zastava M76
M76 là loại súng bắn tỉa bán tự động đã được các xạ thủ phát triển và được sản xuất bởi công ty sản xuất vũ khí Zastava của Kragujevac, Nam Tư.

## Lịch sử phát triển
Công ty sản xuất vũ khí Zastava đã cho ra đời khẩu M76 giữa những năm 1970. Từ đó nó trở thành súng trường tiêu chuẩn của xạ thủ bắn tỉa trong quân đội Serbia cũng như tiền thân của nó là Quân đội Quốc gia Nam Tư. Trong chiến tranh Nam Tư, nó được sử dụng bởi rất nhiều phe và được thấy khi đang được sử dụng ở Croatia, Bosnia và Kosovo.

## Chi tiết thiết kế
Khẩu M76 có thể nói là hoạt động khá giống với khẩu bắn tỉa Dragunov SVD của Nga, hoạt động bán tự động và có khả năng khai thác tối đa sức mạnh của hộp đạn 10 viên dựa trên thiết kế của AK-47. Tuy nhiên, M76 lại có thiết kế gần giống với AK-47 hơn Dragunov SVD. Thay vì là một bản sao của Dragunov SVD, nó giống như một AK-47 với nòng súng được kéo dài ra và nặng hơn. Cũng như ổ đạn của Dragunov SVD sử dụng loại đạn 7,62x54R thì M76 sử dụng tốt hơn với loại đạn 7,92x57mm Mauser. Đạn 7,92x57mm Mauser đã được chọn làm loại đạn thông dụng với chuẩn súng máy được sử dụng bởi Quân đội Quốc gia Nam Tư sau khi M76 được chấp nhận và cũng được dùng trong Zastava SARAC M53 một bản sao MG42 của Đức. Thay vì như Dragunov SVD có một piston nén khí trên, M76 có kiểu piston giống như AK gắn với khoang chứa đạn. Với một khoang chứa được làm giống như AK-47 tuy nhiên được làm dài hơn để có thể gắn và sử dụng đạn 7,92x57mm Mauser. Kiểu AK có dụng cụ xoay viên đạn, khoang chứa đạn, nòng và nhiều thứ linh tinh khác được làm dài hơn khiến nó trở nên nặng hơn để có thể phù hợp. Hộp tiếp đạn bằng thép 10 viên có thể giữ cho bộ khóa nòng mở sau khi bắn viên cuối cùng. Vì hiện tại lúc đó chưa có thiết bị giữ cho bộ khóa nòng ở phía sau nên búa điểm hỏa sẽ đẩy lên phía trước gây khó khăn cho việc tháo băng đạn. Chỉ có chế độ bắn bán tự động kiểu AK chỉ có hai chế độ là bắn và khóa an toàn, nòng súng được thiết kế phù hợp cho đạn 7,92x57mm Mauser và có hình dạng giống như nòng của Dragunov SVD nhưng nhỏ hơn với thiết kế chống chớp sáng và có điểm ruồi để ngắm. Lưỡi lê của súng AKM có thể gắn vào bộ phận gắn lưỡi lê bên dưới bộ phận ngắm. Điểm giống Dragunov SVD và không có trong AK-47 là M76 có các lỗ thoát khí trên nòng súng cho phép khí nén thoát ra để tránh bị giật.
Với các đặc điểm như tay cầm rời giống như Dragunov và có các rãnh giống như súng ngắn thay vì lỗ để nhét ngón tay cái vào như Dragunov. Tay cầm được làm bằng nhựa được thấy tại dòng vũ khí Zastava M70. Với báng súng bằng gỗ thì không có chỗ để công cụ làm sạch.Với mẫu mới báng súng gỗ được thay bằng vật liệu nhựa tổng hợp có chỗ để chứa đồ phụ tùng như dụng cụ làm sạch và giảm trong lượng khẩu súng đi 0.5 kg.
Ngoại trừ cơ chế thông khí, khả năng tháo dỡ và lắp ráp tất cả đều hoạt động giống như dòng vũ khí AK-47/AKM.
Ngoài ra M76 còn có các mẫu đạn mới có thể bắn với vận tốc 730 m/s (2395 ft/s) như mẫu đạn 7.92x57 IS nặng 12.8 g (198 gr) với hình dạng khí động học hiệu quả hơn đạn sS có thể đạt tới tốc độ âm thanh và có thể bay xa 910 m (995 yd) trong môi tường khí quyển tiêu chuẩn tại mặt nước biển với mật độ không khí ρ = 1,225 kg/m³
Để có thể gắn ống ngắm, một rãnh thép được gắn vào mặt bên trái của súng nơi làm bằng hợp kim có thanh trược để có thể gắn ống ngắm bình thường và ống ngắm hồng ngoại. Các dụng cụ được gắn vào trên thanh trược có thể tháo rời và gắn lại một cách dễ dàng. Các đặc điểm giống như loại AKM được thêm vào và nâng cấp như bộ phận ngắm điểm ruồi có thể ngắm với khoảng cách 1000 m.
Loại ống ngắm có thể được sử dụng là ZRAK M-76 4x 5°10’ được sản xuất ở nhà máy ZRAK tại Sarajevo, Bosnia và Herzegovina. Loại ống ngắm này tương tự với loại PSO-1 4x24 được gắn trên khẩu SVD của Nga và .O.R. LPS 4x6° TIP2 4x24 của Rumani được gắn trên khẩu PSL. Sự bắt sáng của ống ngắm ZRAK M-76 4x 5°10’ được thực hiện bởi sự phóng xạ của chất trilium. Nguồn bắt sáng phải thay mỗi 8-12 năm nếu không chúng sẽ từ từ bị mờ (tối) chung với sự phân rã phóng xạ.